# Funisciurus carruthersi
Funisciurus carruthersi — вид гризунів родини Sciuridae. Вони зустрічаються в Бурунді, Демократичній Республіці Конго, Руанді та Уганді. Його природне місце проживання — тропічні вологі гірські ліси.

## Характеристики
Тварини досягають середньої довжини тіла від 18,7 до 23,6 сантиметрів, а довжина хвоста — від 18,0 до 23,1 сантиметра. Вона важить приблизно від 200 до 280 грамів. Довжина задніх лап становить від 46 до 50 міліметрів, а довжина вух — від 17 до 20 міліметрів. Це білка середнього або великого розміру з м'яким оливково-зеленим хутром на спині, яке має сірі та чорні цятки та темніше посередині спини, ніж з боків. Шерсть довга та м’яка, чорна або темно-сіра біля основи, з піщано-жовтою або оливково-зеленою смугою та чорним кінчиком. Боки тіла світліші та не мають чорного волосся; тварини не мають бічної смуги. Нижня сторона сіра або сіро-біла від горла до основи хвоста; волосся середньо-сіре біля основи та біле до біло-сірого на кінчику. Навколо очей є разюче кремово-біле кільце навколо очей. Вуха маленькі та темні, вкриті розсіяним волоссям. Передні лапи мають чотири пальці, задні — п'ять, і на всіх пальцях добре розвинені кігті. Колір лап змінюється на темно-коричневий перед линянням. Хвіст довгий і дорівнює довжині тіла. Він вохристо-чорного кольору з нечіткими смугами. Волосся на хвості довге з охристою основою, чорним центральним кільцем і вохристим кінчиком.

## Спосіб життя
Тварини віддають перевагу густим лісовим насадженням з відкритими кронами, багатим епіфітним ростом і густим підліском. Вони ведуть денний спосіб життя, хоча на відміну від інших вивірок, вони також стають активними ввечері після настання сутінків. Вони вміло лазять, живуть на гілках дерев і їдять переважно на деревах і кущах на будь-якій висоті, і дуже рідко на землі. Як і інші види роду, ці тварини переважно травоїдні, причому значна частина їхнього раціону складається з різних плодів, таких як плоди видів Bridelia та Alchornea, Carapa grandifolia та Strombosia scheffleri. Комахи досі були знайдені лише в невеликих кількостях у вигляді вмісту шлунка. Тварини часто зустрічаються поодинці або парами. 